# 天主教华沙总教区
天主教華沙總教區（拉丁語：Archidioecesis Varsaviensis）是天主教會在波蘭設立的一個總教區，主教座堂設在波蘭首都華沙戰後重建的圣若翰洗者圣殿总主教座堂。其為華沙教省的中心，附屬教區包括普沃茨克教區和華沙-布拉格教區。

## 歷史
總教區成立於1798年10月16日，1813年6月30日昇格為總教區。

## 現況
2011年，有教友1,429,000人，佔轄區總人口92.6%、744個堂區、1,220名司鐸、1名執事、763名修士、1,841名修女。現任總主教為2007年受任的卡吉米日·內茲樞機。